# ハルウタ
「ハルウタ」は、いきものがかりの楽曲。自身の23作目のシングルとして、エピックレコードジャパンからCDシングル・デジタル・ダウンロードで2012年4月25日に発売された。

## 解説
前作「いつだって僕らは」から3ヶ月ぶりに発売された2012年第2弾シングル。初回仕様限定盤は劇場版『名探偵コナン 11人目のストライカー』ワイドキャップステッカー仕様で、特典として「いきものカード029」が封入されている。
本作は「キミがいる」以来4作ぶり3度目となる1曲収録シングルとして発売されており、価格は『名探偵コナン』のタイアップであることにちなんで570（コナン）円となっている。
オリコンチャートでは前作と同じ順位ながらも初動売上のみで前作の累計売上を上回り、月間ランキングでは「ありがとう」以来5作ぶりとなるTOP10入りを果たした。

## 収録曲
1. ハルウタ （4:55）
  - 作詞・作曲：山下穂尊 / 編曲：江口亮 / 弦編曲：江口亮・村山達哉

東宝配給映画『劇場版名探偵コナン 11人目のストライカー』主題歌。
「ホタルノヒカリ」以来3年ぶりとなるアニメタイアップで、いきものがかりが日本製作のアニメ映画主題歌を担当するのは今回が初めてである[注 1]。また、山下が制作した曲にアニメタイアップが付くのもこれが初めてである。
『名探偵コナン』の主題歌はテレビ版、劇場版ともにスポンサーであるビーイングの所属アーティストが長年独占しており[注 2]、劇場版の主題歌をビーイング所属ではないアーティストが担当するのは、1997年公開の第1作『劇場版名探偵コナン～時計じかけの摩天楼～』の主題歌「Happy Birthday」（杏子、オフィスオーガスタ）以来15年ぶり、テレビ版も含めると「TRUTH〜A Great Detective of Love〜」（TWO-MIX、ワーナーミュージック・ジャパン）以来13年ぶりとなる。
MVは東京造形大学の構内で撮影されており[4]、明るいセットの中でメンバーおよびサポートミュージシャンが演奏するというものとなっている。
両A面作品を除くと、単独で山下作品がシングルになったのは本作が唯一である。
2. ハルウタ -instrumental-

## 収録アルバム
- I（#1）[注 3]
- 劇場版 名探偵コナン 主題歌集 〜“20”All Songs〜（#1）

2016年リリースのベストアルバム『超いきものばかり〜てんねん記念メンバーズBESTセレクション〜』には収録されなかった。